# Ait Ammar
Ait Ammar (en àrab آيت عمار, Āyt ʿAmmār; en amazic ⵡⴰⴷ ⵣⴰⵎ) és una comuna rural de la província de Khouribga, a la regió de Béni Mellal-Khénifra, al Marroc. Segons el cens de 2014 tenia una població total de 4.260 persones.